# Jamaica i olympiska sommarspelen 1972
Jamaica deltog med 33 deltagare vid de olympiska sommarspelen 1972 i München. Totalt vann de en bronsmedalj.

## Medaljer

### Brons
- Lennox Miller - Friidrott, 100m.